# Pachypodium baronii
La Palma de Madagascar (Pachypodium baronii), también conocida como bontaka, es una planta de flor dentro de la familia Apocynaceae (que recientemente se ha fusionado con la familia Asclepiadaceae). Tiene como hábito de desarrollo el ser un arbusto robusto con un tronco esférico con apariencia de botella. Presenta varias ramas cilíndricas en su parte superior.

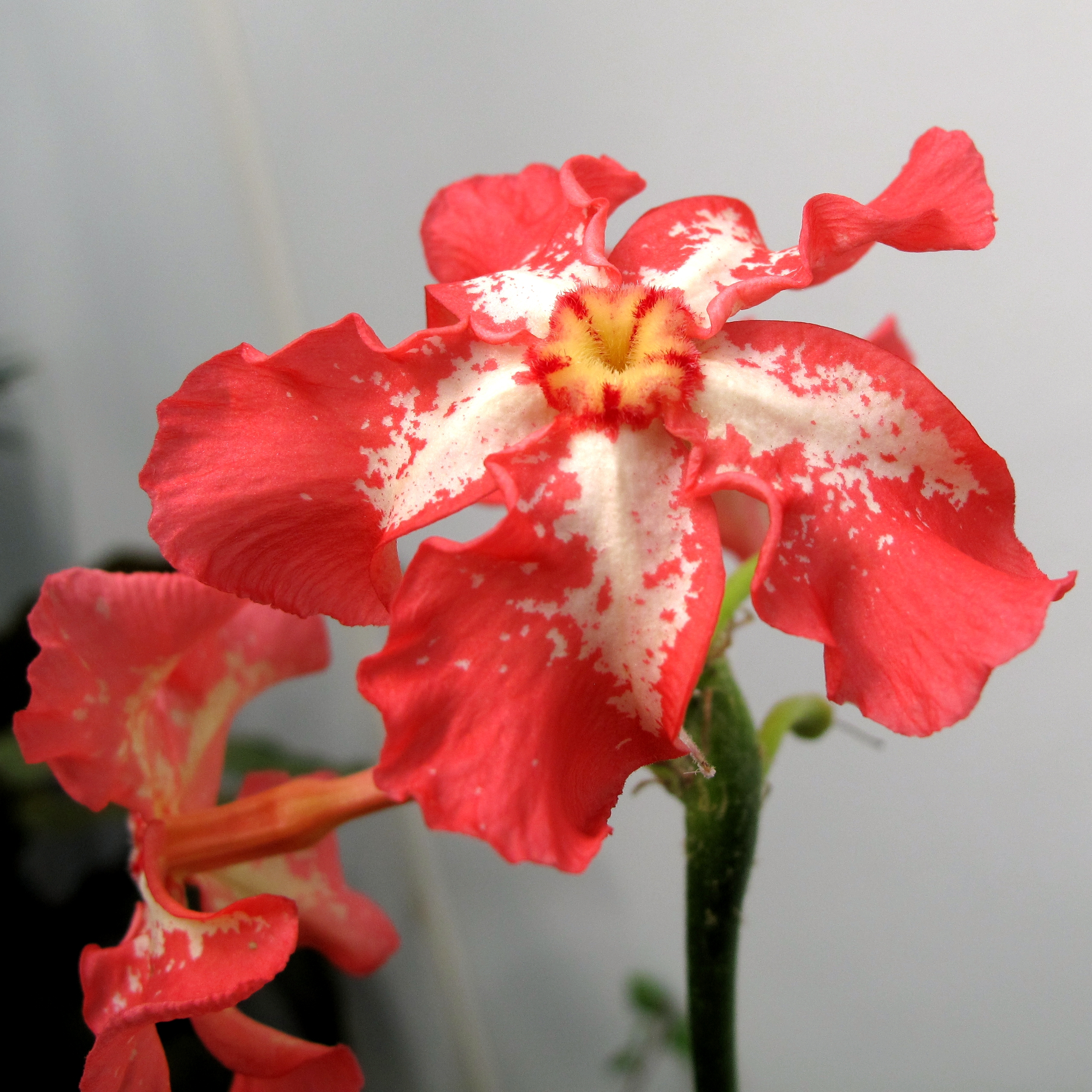
Detalle de la flor

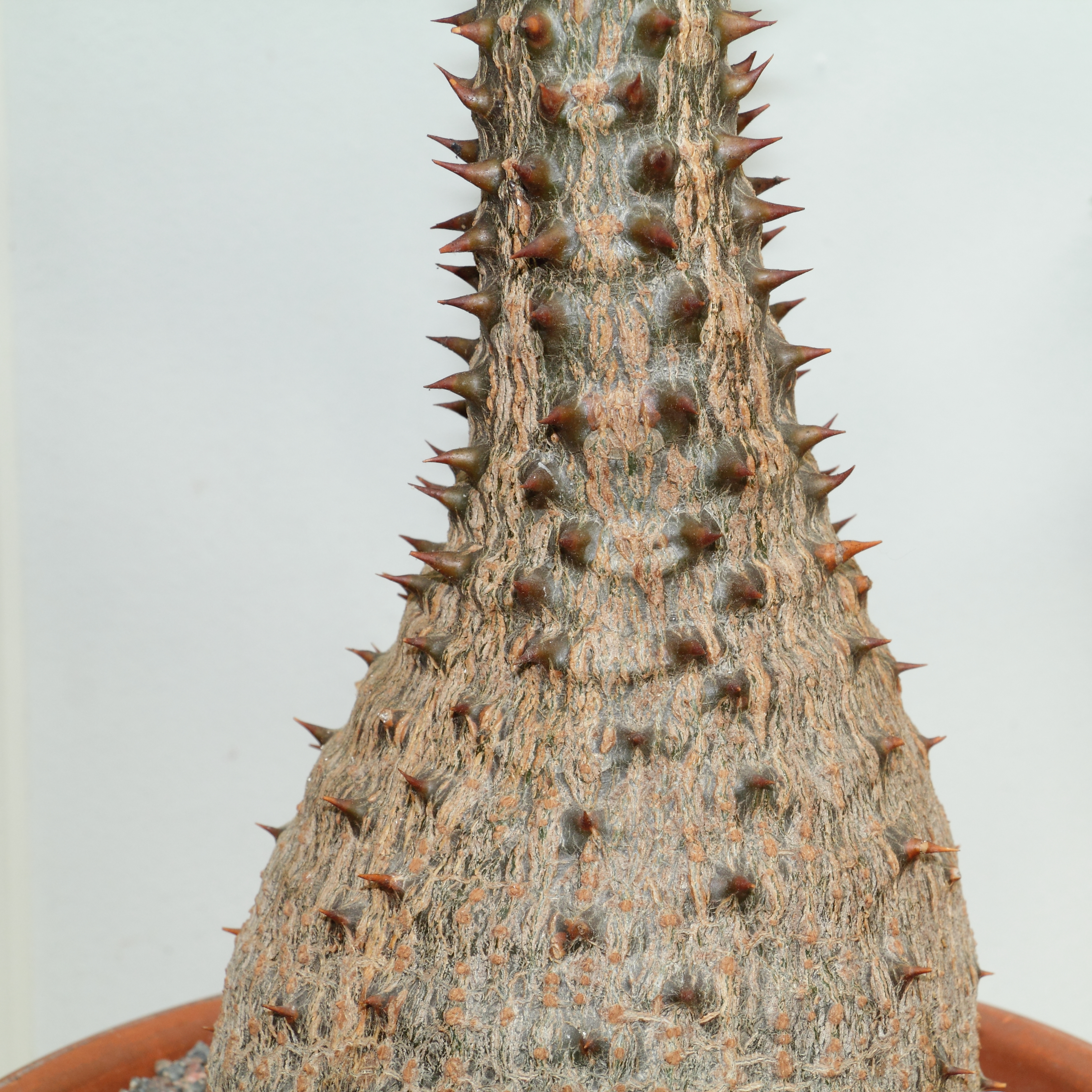
Vista del tallo

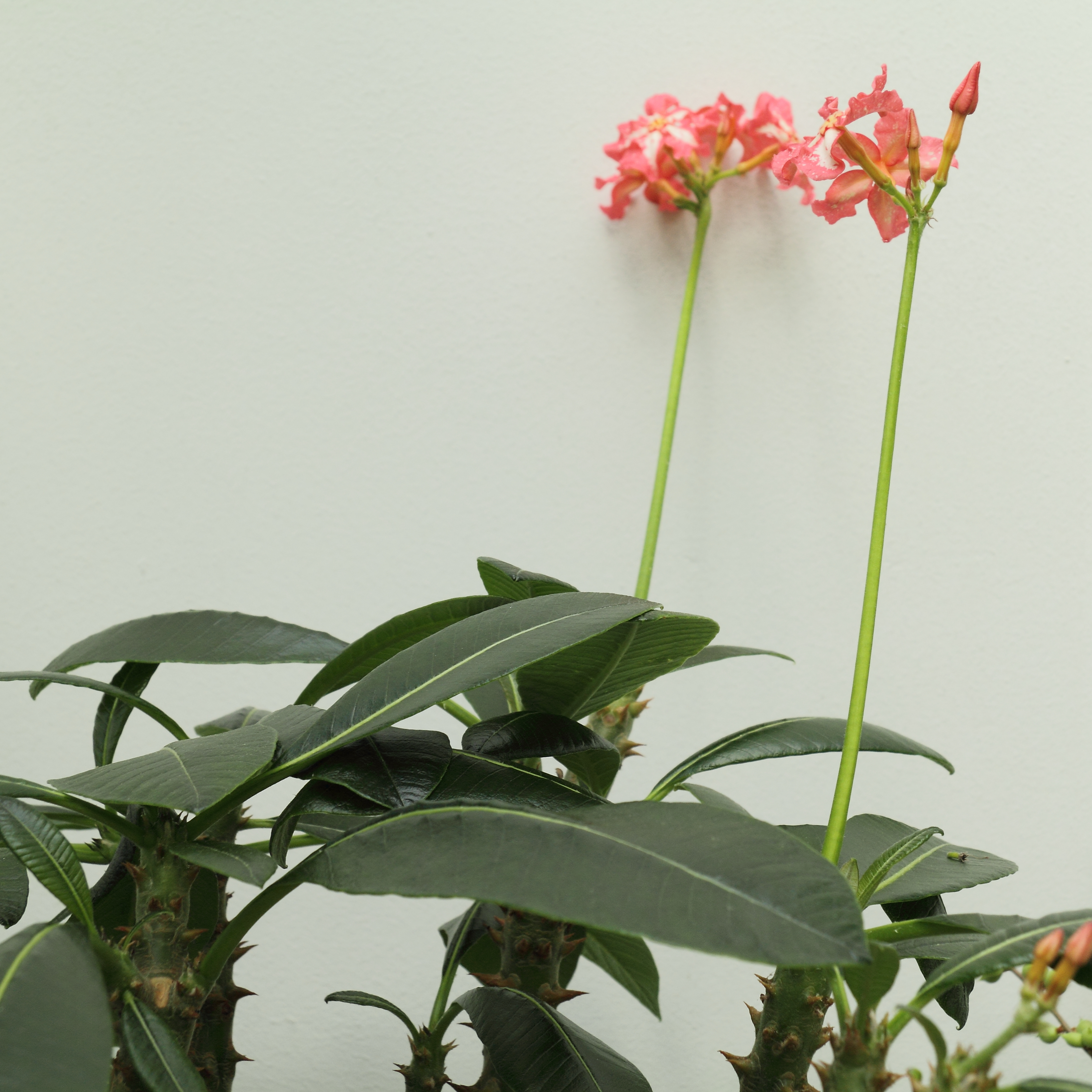
Vista de la planta con inflorescencia

## Descripción

### Hábito
Pachypodium baronii es un arbusto robusto, globoso (esférico) con forma de botella. Su tronco es subgloboso, no absolutamente globoso o esférico, estrechándose sobre todo en la base con dimensiones de 20 cm (7.87 pulgadas) a 40 cm (15.75 pulgadas) en longitud por 20 cm (7.87 pulgadas) por 50 cm (19.69 pulgadas). En la parte alta del tronco, estrecha precipitadamente en una o varias ramas cilíndricas que son de 30 cm (11.81 pulgadas) a 50 cm (19.69 pulgadas) por 4 cm (1.58 pulgadas) por 8 cm (3.15 pulgadas) en diámetro, afilando a 3 cm (3.15 pulgadas) a 4 cm (1.58 pulgadas) en diámetro.
Pachypodium baronii alcanza normalmente 1 m (3.28 pies) a 3.50 m (11.48 pies) de alto. Su corteza es de gris pálido a gris verdosa siendo lisa, pero conserva a veces remanente de las cicatrices de las hojas. Sus ramitas de 1.5 cm (0.59 pulgadas) a 7 cm (2.76 pulgadas) en longitud por 0.8 cm (0.32 pulgadas) a 1.5 cm (0.59 pulgadas) en anchura. Se cubren a menudo con parejas curvadas de espinas de 2 milímetros (0.079 pulgadas) por 9 milímetros (0.354 pulgadas) de largo a 1 milímetro (0.039 pulgadas) a 4 milímetros (0.158 pulgadas) de diámetro en la base de las ramitas. La parte basal de las ramitas es cónica y comprimida lateralmente en 0.33 a 0.66 veces la longitud de las espinas. Las espinas dorsales son a menudo rojas y pubescente, pilosas cuando son jóvenes, virando de marrón medio al marrón oscuro y glabras y lisas.

### Hojas
Las hojas de Pachypodium baronii se confinan a los ápices de las ramitas. Las hojas son pecioladas, significando que llevan un tallo agregado a la lámina de la hoja. El peciolo es de unos 3 milímetros de color verde rojizo pálido de (0.118 pulgadas) a 25 milímetros (0.985 pulgadas) de largo. Es pubescente, o piloso. La lámina es verde coriácea. Tiene un nervio central que es de verde pálido a brillante y debajo de pálido y glauco, liso sin los pelos. El nervio central verde y la venación reticular verde oscuro son visibles cuando la lámina está fresca. Cuando está seca, la lámina es parecida al papel, oval a trasovado o estrecho de 1.4 a 3 veces como sea de ancha. Por lo tanto, la hoja mide 3 cm (1.18 pulgadas) a 18 cm (0.71 pulgadas) en longitud por 1.4 cm (0.55 pulgadas) a 9 cm (0.35 pulgadas). Es acuminada, afilando gradualmente a un punto agudo, a apiculado, terminando precipitadamente con una extremidad en el ápice y una forma de cuña aguda, flexible o cuneiforme a redondeado en la base. El margen de la hoja es revoluto, rodeado al revés de la extremidad o de los márgenes de la cara interior, escasamente glabra a pubescente en la parte de arriba. Debajo de ella es pubescente especialmente en el nervio central y las venas secundarias así como el impresionado del venación. También, por debajo de la hoja, el nervio central y las venas secundarias son muy prominentes. Las venas secundarias están en 15 a 30 pares, rectos, curvados hacia arriba en el ápice, y la formación de un ángulo de 45 a 90° con la costa (la costilla, canto, o especialmente el nervio central, de una hoja.). El terciario, o el tercer nivel de venación es reticular, anidado o que demuestran una red como una estructura o patrón.

### Inflorescencia
La inflorescencia de Pachypodium baronii es pedunculada, tiene un tallo principal de eje de la flor. La inflorescencia es aglomerada, mide 16 cm (pulgada) por 40 (pulgada) en longitud por 40 cm (1.58 pulgadas) a 4.5 cm (1.77 pulgadas) a 12 cm (0.47 pulgadas), y tiene de 3 a 17 flores. El pedúnculo de la inflorescencia o el tallo lleva una flor solitaria, es una inflorescencia uno-florida, es de color verde pálido y quasi-cilíndrica, cilíndrico pero generalmente levemente afilado en ambos extremos. Mide 7 milímetros (0.276 pulgadas) a 20 milímetros (0.787 pulgadas) en longitud por 4 milímetros (0.157 pulgadas) a 6 milímetros (0.236 pulgadas). El pedúnculo, también, es glabrescente. El Pedicelo es verde rojizo pálido, de 8 milímetros (0.315 pulgadas) a 23 milímetros (0.906inch) de largo, y escasamente pubescente y piloso. Las brácteas de P. baronii son oblongas y de 2 a 3.5 veces lo que sean de anchas, así 5 milímetros (0.197 pulgadas) a 11 milímetros (0.433 pulgadas) en longitud por 2 milímetros (.078 pulgada) a 2.5 milímetros (0.098 pulgadas). Las brácteas son más largas que los sépalos y son pubescentes, exteriormente pilosos, glabro, liso, sin pelos en el interior.

#### Flores
Los sépalos de Pachypodium baronii no son diferentes de la mayoría de los sépalos de otras plantas de flor (angiospermas) en la formación de un envoltorio floral externo. En P. baronii los sépalos son verde oscuro, que nacen desde la base con unos 0.2 milímetros (.008 (0.098 pulgadas), persistente hasta la madurez de la flor, siendo ovales o estrechos. Miden de 1.5 a 2.5 veces como sean de anchos de 2.5 milímetros (pulgada) a 6 milímetros (pulgada) en longitud por 1.5 milímetros (0.059 pulgadas) a 2.5 milímetros (0.098 pulgadas). Son acuminados en el ápice y glabros, lisos, escasamente pubescentes, el exterior levemente piloso, e interior glabro.

#### Corola
La corola es el término colectivo para todos los pétalos de una flor o de la espiral interna del perianto; la corola de Pachypodium baronii tiene un color carmesí en el tubo de la corola. La pieza básica del tubo de la corola, la parte de la corola donde los pétalos se unen para formar un cilindro con forma de embudo, es de color verde, mientras que la parte superior la parte que da hacia afuera es verde rojiza y la parte que da al interior de un amarillo claro o verde pálido. Dentro de estos colores se forman en patrón como una estrella o un anillo. Están rodeados por una garganta rojo oscuro, midiendo de 2.5 cm (pulgada) a 4 cm (pulgada) de largo en el brote maduro. El tubo de la corola forma un ovoide comparativamente ancho, redondeado en la base y con ahusamiento hacia el extremo, la cabeza mide de 0.4 a 0.5 veces la longitud del tubo, así, en 1 cm (0.39 pulgadas) a 1.9 cm (0.75 pulgadas) de largo por 0.7 cm (0.28 pulgadas) a 1.1 cm (0.43 pulgadas) de ancho. En el ápice, el brote es acuminado, afilando gradualmente a un punto agudo, a obtuso, teniendo una extremidad embotada o redondeada. Considerando que es glabro o escasamente pubescente, al exterior a menudo en parte pubescente, dentro de él está glabro de parte de los lóbulos que cubren el brote y glabro para 6 milímetros (0.236 pulgadas) a 7 milímetros (0.276 pulgadas) de la base. Una correa pubescente situada dentro del tubo de la corola de 4 milímetros (0.158 pulgadas) a 7 milímetros (0.276 pulgadas) debajo de la inserción de los estambres, el órgano reproductivo macho de una flor, a la boca. La boca es más densamente pubescente y melenuda. El tubo de la corola es de 4.4 a 6 veces mientras que el cáliz, es de 1.13 a 1.22 veces mientras los lóbulos de la corola. Por lo tanto el tubo de la corola es de 15 milímetros (pulgada) a 23 milímetros (pulgada) de largo. Su parte básica se ensancha casi de forma cilíndrica, pero a menudo cónica en la base. Es 0.39 a 0.44 veces la longitud del tubo entero de 7 milímetros (0.276 pulgadas) a 9 milímetros (0.354 pulgadas) de largo por 2 milímetros (0.079 pulgadas) a 4.8 milímetros (0.189 pulgadas) de ancho. La parte superior es casi cilíndrica en 8 milímetros (0.315 pulgadas) a 14 milímetros (0.551 pulgadas) de largo. Se estrecha levemente en la boca para pasar a ser de 3 milímetros (0.118 pulgadas) a 4 milímetros (0.158 pulgadas) de ancho. Los lóbulos de la corola están oblicuos con forma ovoide amplia y plana en el extremo estrecho que se une al tallo, en 0.8 a 0.9 veces mientras el tubo, por lo tanto midiendo en 1.35 a 1.6 veces mientras sea ancho en 15 milímetros (0.591 pulgadas) a 19 milímetros (0.75 pulgadas) de largo por 11 milímetros (0.43 pulgadas) a 17 milímetros (0.67 pulgadas) de ancho. Los lóbulos se redondean en su ápice y ciliado en el borde, o el margen.

#### Estambres
Con un ápice de 4 milímetros (0.158 pulgadas) a 4.5 milímetros (0.177 pulgadas) debajo de la boca del tubo de la corola, los estambres de Pachypodium baronii se inserta en 0.47 a 0.6 la longitud del tubo de la corola. Miden 1.0 cm (0.394 pulgadas) a 1.4 cm (0.551 pulgadas) desde la base. El estambre es el órgano reproductivo masculino de una flor donde tiene generalmente un filamento, y por lo menos una antera. Un filamento es generalmente un tallo fino corto o alargado del estambre que lleva la antera en el extremo superior; considerando que la antera es la pieza del estambre que lleva el polen. En P. baronii las anteras son muy estrechas triangulares con un tamaño de 5 a 6 veces de largo como sea el ancho, midiendo 6 milímetros (0.236 pulgadas) a 6.5 milímetros (0.256 pulgadas) en longitud por 1.0 milímetros (0.039 pulgadas) a 1.3 milímetros (0.051 pulgadas) de ancho. Son interiormente pubescente en la base donde están unidas, la parte estéril de la antera en oposición con la teca, que es la pieza de la antera que lleva el polen, y está justo debajo de donde la antera se une con la cabeza del pistilo, parte del órgano reproductivo femenino en una flor.

#### Pistilo
El pistilo es el órgano reproductivo femenino de una flor que se compone de ovario, de varios carpelos libres, el estilo y el estigma. Un carpelo es la hoja modificada que contiene los óvulos y tiene de tapa a un estilo y un estigma. El estilo es la porción como un tallo, que conecta el estigma y el carpelo o el ovario; considerando que el estigma, en sí mismo, es la tapa de la mayor parte de la región receptiva del estilo, dividida comúnmente. En Pachypodium baronii el pistilo es de 12.5 milímetros (0.49 pulgadas) a 14.5 milímetros (0.57 pulgadas) de largo. El ovario mide de 2 milímetros (0.078 pulgadas) a 2.5 milímetros (0.098 pulgadas) de largo por 1.8 milímetros (0.071 pulgadas) a 2.2 milímetros (0.87 pulgadas) de ancho por 1.5 milímetros (0.059 pulgadas) de alto. Es pubescente en la pieza no cubierta por el disco, una estructura discoidal que secreta néctar. En P. baronii , el disco se compone de cinco glándulas desiguales, donde 2 por 2 pares están fundidos en parte o enteramente. Estas glándulas son ovales y miden 1.7 milímetros (0.067 pulgadas) a 2 milímetros (0.079 pulgadas) de alto. Se redondean en el ápice y son más que medias mientras el ovario. El estilo es 9.3 milímetros (0.37 pulgadas) a 11 milímetros (0.43 pulgadas) de largo y escasamente pubescente. La cabeza del pistilo es cilíndrica y está en 1.0 milímetros (.039 pulgada) a 1.3 milímetros (0.51 pulgadas) de alto. Se compone de la parte basal obcónica, (forma cónica invertida), que es de 0.5 milímetros (0.020 pulgadas) a 0.65 milímetros (0.26 pulgadas) de largo por 0.4 milímetros (0.016 pulgadas) a 0.5 milímetros (0.020 pulgadas) de ancho. El pistilo tiene una parte central de forma anular que mide de 0.5 milímetros (0.020 pulgadas) a 0.7 milímetros (0.028 pulgadas) de largo por 0.6m m (0.024 pulgadas) a 0.7 milímetros (0.028 pulgadas). Tiene un ápice estigmoide de 0.1 milímetros (0.004 pulgadas) a 0.2 milímetros (0.008 pulgadas) por 0.3 milímetros (0.012pulgadas) a 0.4 milímetros (0.016 pulgadas). Los óvulos son aproximadamente 50 en cada carpelo.

### Fruto
El fruto de Pachypodium baronii se compone de 2 mericarpos separados, la parte del ovario o carpelo que tiene encerradas uno o más semillas. A veces desarrolla solamente un solo fruto con un ángulo de 45 a 180° en la base. A veces se encuentran en la misma inflorescencia la flor y el fruto. Los mericarpos son de color rojizo a verde pálido con líneas longitudinales cuando están frescos y cuando se secan de color marrón pálido a marrón verdoso o marrón fuerte en el exterior y blanquecino a marrón muy pálido en el interior. El fruto mide de 40 milímetros (1.58 pulgadas) a 115 milímetros (4.53 pulgadas) de largo por 10 milímetros (0.39 pulgadas) a 20 milímetros (0.79inch) de ancho por 7 milímetros (0.28 pulgadas) a 10 milímetros (0.39 pulgadas) de alto. Cuando el fruto está fresco es derecho o recurvado, de obtuso a agudo en el ápice. Es pubescente y tiene una pared 1 milímetro (pulgada) de grosor.

### Semillas
La semilla de Pachypodium baronii es de color marrón pálido con los márgenes medio marrones cuando está fresca. Es de oval a elíptica de 6 milímetros (0.236 pulgadas) a 7 milímetros (0.256 pulgadas) por 3 milímetros (0.118 pulgadas) a 3.8 milímetros (0.150 pulgadas). Se redondea en el ápice, obtuso en la base, y tiene un margen que se comba hacia el lado hilar. La testa es lisa. La coma es pajiza y de 1 cm (0.39 pulgadas) a 1.5 cm (0.59 pulgadas) de largo. El embrión es blanquecino de 5 milímetros (0.197 pulgadas) por 6 milímetros (0.236 pulgadas) de largo. Los cotiledones son ovales y de 1.14 a 1.2 veces de largo, como sea su anchura, de 3 milímetros (0.118 pulgadas) a 4 milímetros (0.158 pulgadas) de largo por 2.5 milímetros (0.98 pulgadas) a 3.5 milímetros (0.138 pulgadas) de ancho. Se redondea en el ápice y acorazonado en la base con una raicilla de 0.6 a 0.8 veces mientras los cotiledones en 2 milímetros (0.079 pulgadas) a 2.5 milímetros (0.098pulgadas) de largo por 1.0 milímetros (0.039 pulgadas) a 1.8 milímetros (0.071 pulgadas) de ancho.

## Distribución
Esta planta es endémica de Madagascar, donde crece en bosques caducifolios abiertos sobre roca calcárea del mesozoico, granito o gneis en el lado occidental de la isla en las elevaciones bajas. Se le conoce en Madagascar como "Bontaka". Es también endémico desde Befandriana Nord a Mandritsara.
Constantin y Bois fueron los primeros en describir al Pachypodium baronii como una especie dentro del género Pachypodium en 1907.

## Ecologíay hábitat
Pachypodium baronii se encuentra en tres diferentes sustratos, donde dos son similares y otro no. Puede encontrarse en rocas escarpadas principalmente de gneis pero a veces de granito (basamento metamórfico) y roca calcárea mesozoica. El "basamento metamórfico"; significa en geología, un complejo geológico no diferenciado de roca metamórfica y roca ígnea donde las rocas mismas han alterado su composición, textura, o estructura interna a través de calor extremo, presión, o de la introducción de un producto químico. El granito y el gneis, en estas condiciones de ser no diferenciados, tienden a tener un nivel de pH ácido; considerando que las rocas calcárea tienden a ser más básicas. Esta flexibilidad en sustrato demuestra un ambiente geológico menos especializado. Estas rocas escarpadas están situadas a menudo en puntos bajos abierto y más secos, de los bosques xéricos occidentales de hoja caduca en donde se aprovechan de los microambientes adecuados para suculentas. Los microambientes significan una convergencia delimitada y muy localizada de las condiciones de paisaje y clima, que están en gran contraste con la zona ambiental vegetativo más grade donde se encuentra ubicado. El Pachypodium baronii prefiere luz del sol abierta pero tolerará algunas condiciones indirectas ligeras porque habitan en bosques de hojas caducas abiertos. Crecen en altitudes entre 300 m (pies) a 1200 m (pies). Otros tipos vegetativos, a menudo indicadores de microambientes, se asocian a menudo a P. baronii en hábitat, tales como Pachypodium sofiense Apocynaceae, Uncarina sp., (Pedialaceae) Aloe bulbillifera (Asphodelaceae), Euphorbia milii (Euphorbaceae), Kalanchoe gastonis-bonieri (Crassulaceae), y Urera sp. (Urticaceae).

## Taxonomía
Pachypodium baronii fue descrito por los botánicos franceses Julien Noël Costantin y Désiré Georges Jean Marie Bois y publicada por primera vez en la revista científica Annales des Sciences Naturelles; Botanique, série 9 6: 317–318, t. 2, f. 6. en el año 1907.
Etimología
- Pachypodium: nombre genérico que proviene de la combinación de dos términos del griego antiguo: pachys (que significa 'grueso') y podium (que significa 'pie' o 'base'), haciendo referencia a la característica morfología de muchas especies del género, que suelen tener troncos o tallos robustos y suculentos.
- baronii: epíteto específico otorgado en honor al botánico P.Alexis Baron.

## Estado de conservación
En la Lista Roja de Especies Amenazadas de la UICN, la especie está clasificada como “En Peligro (EN)”.

## Cultivo
El sustrato de cultivo para Pachypodium baronii es una turba floja ácida mezclada con arena de gneis en un nivel de pH de 4. las temperaturas desde primavera al otoño, de día y de la noche son respectivamente se 12 °C (53.6 °F) a 40 °C (104 °F). En el invierno, las temperaturas de la noche y del día deben extenderse entre 12 °C (53.6 °F) a 20 °C (68 °F) o más. Después de cuatro años de crecimiento florece profusamente en primavera. También, necesita un tamaño más grande de maceta que otras especies de Pachypodium. Su régimen de riegos es regarlo mucho durante la estación de crecimiento y muy poco durante la época de descanso de para evitar la extensión de las raíces. La propagación es por semillas.